# Gentianella lilliputiana
Gentianella lilliputiana är en gentianaväxtart som först beskrevs av Colin James Webb, och fick sitt nu gällande namn av Glenny. Gentianella lilliputiana ingår i släktet gentianellor, och familjen gentianaväxter. Inga underarter finns listade i Catalogue of Life.